# BosWash

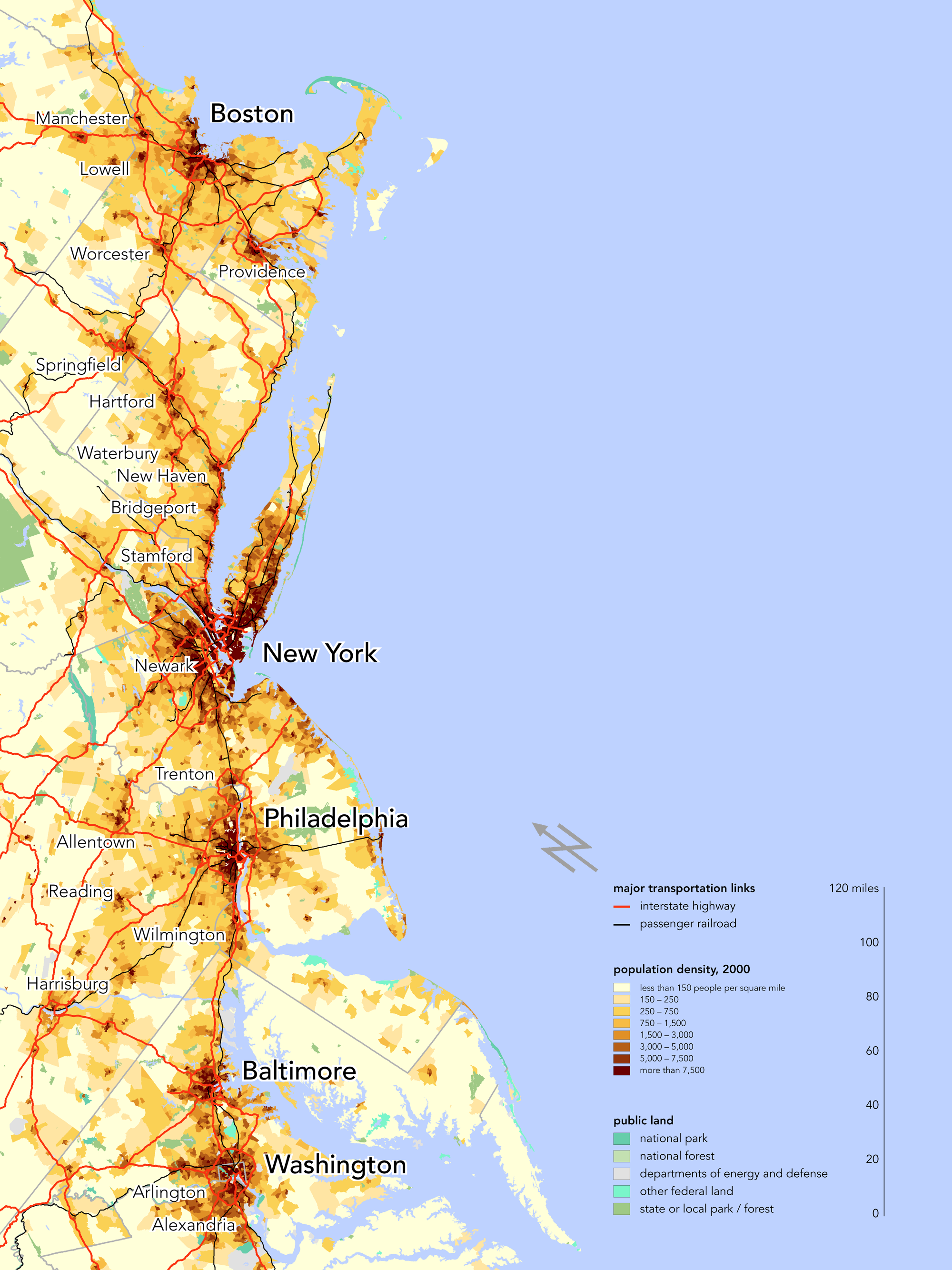
Mapa obszaru megalopolis w orientacji równoległej do Oceanu Atlantyckiego

Megalopolis północno-wschodniego wybrzeża USA (znane także jako BosWash, lub rzadziej BosNyWash, akronim utworzony od nazw miast wchodzących w skład megalopolis) – określenie wysoce zurbanizowanego obszaru północno-wschodnich Stanów Zjednoczonych, wskazujące na to, że obszar ten pod pewnymi względami funkcjonuje jako jedno supermiasto.
Pojęcie to wprowadził francuski geograf Jean Gottmann w książce Megalopolis: The Urbanized Northeastern Seaboard of the United States, wydanej w 1961 roku. Według Gottmana Nowy Jork, Waszyngton, Boston, Filadelfia i Baltimore, mimo że odrębne i niezależne, są ze sobą powiązane przez zazębiające się strefy podmiejskie. Od czasu wydania ww. książki termin megalopolis zyskał uznanie zarówno w mediach, jak i w kręgach naukowych.

## Położenie geograficzne
Obszar megalopolis rozciąga się od północnych przedmieść Bostonu (Massachusetts) aż po południowe przedmieścia Waszyngtonu (niektóre opracowania, np. America 2050, rozszerzają go dalej na południe, aż do Richmond i Newport), od zachodu ograniczony jest przez Appalachy, a od wschodu przez Ocean Atlantycki. Zajmuje powierzchnię ponad 130 tys. km². Megalopolis leży na terenach Dystryktu Kolumbii i 11 różnych stanów (od południa na północ: Wirginia, Maryland, Delaware, Pensylwania, New Jersey, Nowy Jork, Connecticut, Rhode Island, Massachusetts, New Hampshire oraz Maine).

## Populacja
W 2010 roku megalopolis zamieszkiwane było przez od około 49,5 do blisko 52,5 mln osób, co stanowi 17% populacji USA. Ludność ta jest skupiona na mniej niż 2% powierzchni kraju (około 380 osób/km², blisko 12 razy więcej niż średnia krajowa gęstość zaludnienia). Regional Plan Association przewiduje, że populacja tego obszaru wzrośnie do 58 milionów w roku 2025 i do około 71 milionów w roku 2050.
W tabeli poniżej podano liczbę ludności Połączonych Obszarów Statystycznych (CSA) wchodzących w skład Megalopolis północno-wschodniego wybrzeża USA. Należy mieć na uwadze, że nie wszystkie miasta przypisywane do megalopolis znajdują się w obrębie CSA, stąd całkowita liczba ludności obszaru może być większa od sumy podanej poniżej o od 0,5 do nawet 3 mln osób (w zależności od opracowania).
| Ranking CSA | Nazwa CSA                                          | 2020       | 2012       | 2010       | Zmiana 2010–2020 |
| ----------- | -------------------------------------------------- | ---------- | ---------- | ---------- | ---------------- |
| 1           | New York-Newark, NY-NJ-CT-PA CSA                   | 23 582 649 | 23 362 099 | 23 076 664 | +2,19%           |
| 3           | Washington-Baltimore-Arlington, DC-MD-VA-WV-PA CSA | 9 973 383  | 9 331 587  | 9 051 961  | +10,18%          |
| 6           | Boston-Worcester-Providence, MA-RI-NH-CT CSA       | 8 466 186  | 7 991 371  | 7 893 376  | +7,26%           |
| 9           | Philadelphia-Reading-Camden, PA-NJ-DE-MD CSA       | 7 379 700  | 7 129 428  | 7 067 807  | +4,41%           |
| 41          | Hartford-East Hartford, CT CSA                     | 1 482 086  | 1 488 570  | 1 486 436  | -0,29%           |
| Razem       | Razem                                              | 50 884 004 | 49 303 055 | 48 576 244 | +4,75%           |

## Gospodarka i transport

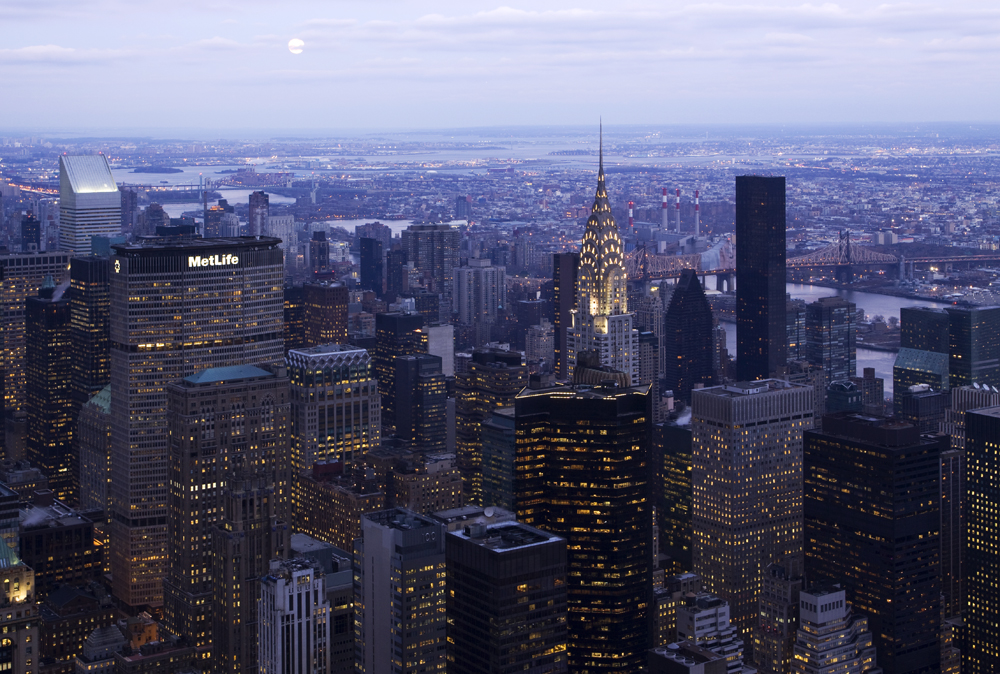
Midtown Manhattan w Nowym Jorku, największy Central Business District w USA

Wartość dóbr i usług wytworzonych na tym obszarze stanowi 20% PKB całego kraju. W megalopolis znajdują się największe giełdy świata (New York Stock Exchange oraz NASDAQ), siedziby gigantów medialnych (ABC, NBC, CBS, Fox, The New York Times, USA Today oraz The Washington Post) i finansowych (State Street, Citigroup, Fannie Mae oraz Fidelity Investments). Swoje siedziby posiadają w nim również 162 przedsiębiorstwa z listy Fortune 500 oraz 54 przedsiębiorstwa z listy Fortune Global 500. Region ten jest także centrum światowego hedge fundingu (ok. 48% z blisko 2,5 biliona dolarów ulokowanych w funduszach hedgingowych jest zarządzane w miastach megalopolis).
Na terenie megalopolis znajduje się osiem spośród dwudziestu dziewięciu najruchliwszych lotnisk USA (JFK, Newark, Filadelfia, Boston, LaGuardia, Baltimore, Dulles oraz Waszyngton Ronalda Reagana). Główne miasta połączone są ze sobą przede wszystkim przez autostradę międzystanową nr 95 oraz U.S. Route 1, które zaczynają się na Florydzie, a kończą na granicy z Kanadą, oraz przez linię szybkich kolei Northeast Corridor, najbardziej obleganą linię kolejową w Stanach Zjednoczonych, obsługującą blisko 260 mln pasażerów rocznie.

## Historia

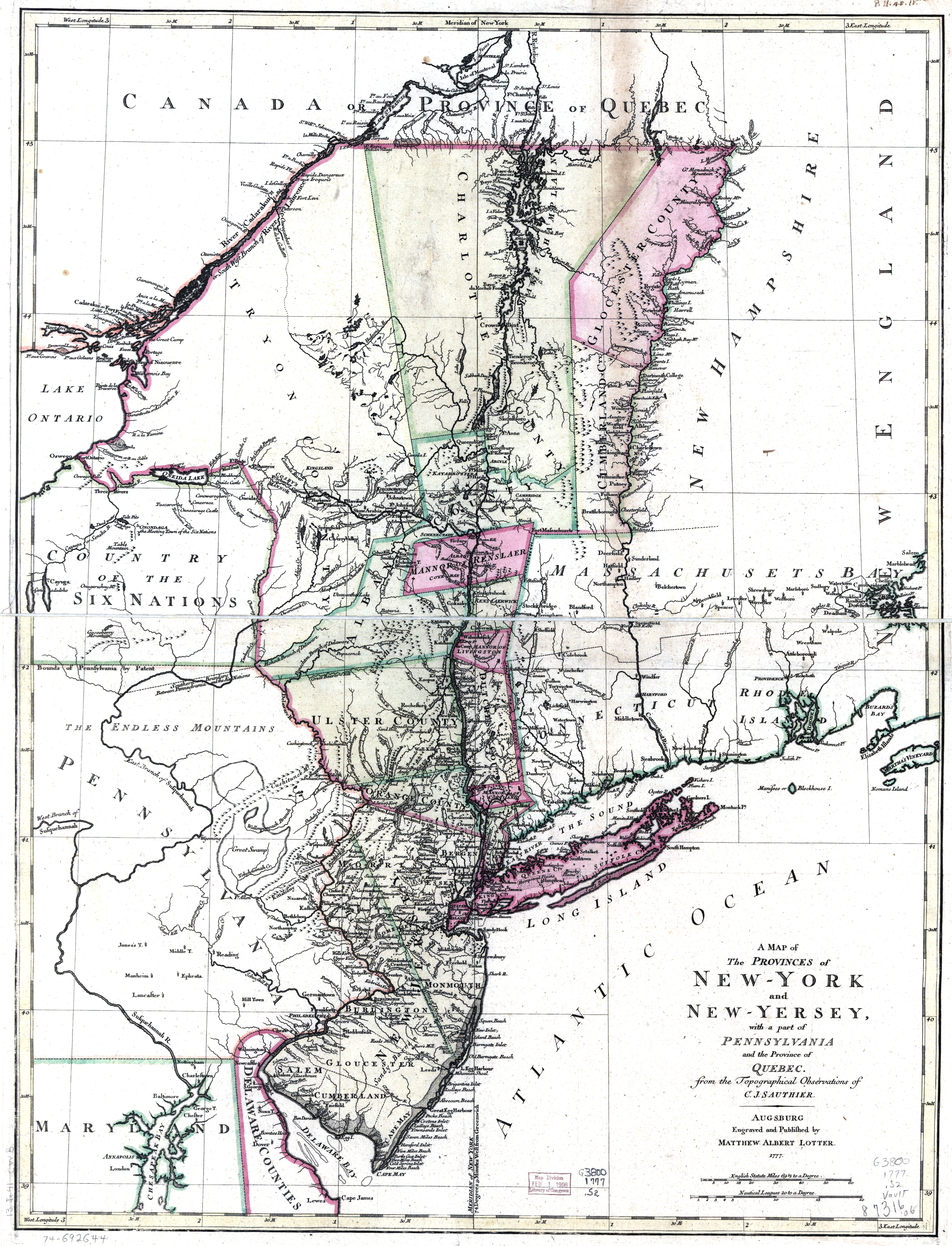
Prowincja New Jersey w 1777 roku

Ze względu na bliskość Europy wschód kontynentu był jednym z pierwszych regionów Ameryki skolonizowanych przez Europejczyków. Z czasem miasta założone w tym rejonie zyskały przewagę wieku nad większością miast położonych w USA.
Północny wschód był obszarem szczególnie szybko rozwijającym się w związku z licznymi, sprzyjającymi okolicznościami losowymi. Jego klimat jest umiarkowany i nie sprzyja powstawaniu cyklonów tropikalnych ani tornad, których występowanie jest powszechne na terenach położonych dalej na południe i zachód. Najważniejszym z czynników było jednak „wzajemne przenikanie się lądu i morza”, które sprawiało, że powstać mogły liczne porty, takie jak Port Nowego Jorku i New Jersey, Port Providence czy Port Bostonu (najlepszym przykładem jest zatoka Chesapeake, największe estuarium w Stanach Zjednoczonych). Ponadto linia brzegowa na północ jest bardziej kamienista, na południe natomiast brakuje jej zatok tworzących naturalne schronienia dla statków. Na dodatek na terenach północnego wschodu znajduje się duża liczba żeglownych rzek (np. Delaware czy Connecticut), które prowadzą do gęsto zaludnionych terenów w głębi lądu. Tak więc mimo że inne obszary kontynentu przewyższały północny wschód pod względem wartości surowców, jakie się w nich znajdowały, nie były one tak łatwo dostępne. Niejednokrotnie również dostanie się do nich wiązało się z wcześniejszym przybyciem na północny wschód.
W roku 1800 w tym regionie były jedyne cztery miasta, których populacja przekroczyła 25 tys. (Filadelfia, Nowy Jork, Baltimore oraz Boston). Ogromna koncentracja ludności na relatywnie małym obszarze dała przewagę (pod względem gęstości zaludnienia) nad resztą kraju. Sytuacja obszaru stała się jeszcze lepsza, gdy w 1800 roku Waszyngton, znajdujący się zaledwie 55 kilometrów na południowy zachód od Baltimore, został ogłoszony stolicą USA. Według Gottmanna stolice mają tendencję do tworzenia specyficznego środowiska władzy, które to wyjątkowo sprzyja rozwojowi, podnosząc status regionu. Również infrastruktura transportowa i telekomunikacyjna wymagana w stolicy stopniowo zaczęła rozrastać się na kolejne miasta przyszłego megalopolis. W 1850 roku Nowy Jork i Filadelfia miały już 300 tys. mieszkańców, podczas gdy Baltimore, Boston i Brooklyn miały ich ponad 100 tys. Prócz tych trzech, w całych Stanach Zjednoczonych znajdowały się jeszcze tylko dwa miasta o takiej liczbie mieszkańców, były to Cincinnati oraz Nowy Orlean.
Bliskość Europy oraz lokalizacja wyspy Ellis (główne centrum przyjmowania imigrantów w latach 1892–1924), sprawiły, że Nowy Jork i okoliczne miasta stały się przystanią dla europejskich imigrantów, którzy stanowili dla rozwijającego się megalopolis uzupełnienie różnorodności, myśli i zdeterminowanej siły roboczej. Do 1950 roku region zamieszkany był przez 1/5 wszystkich mieszkańców USA, przy gęstości zaludnienia piętnastokrotnie większej niż średnia krajowa.

## Koncepcja

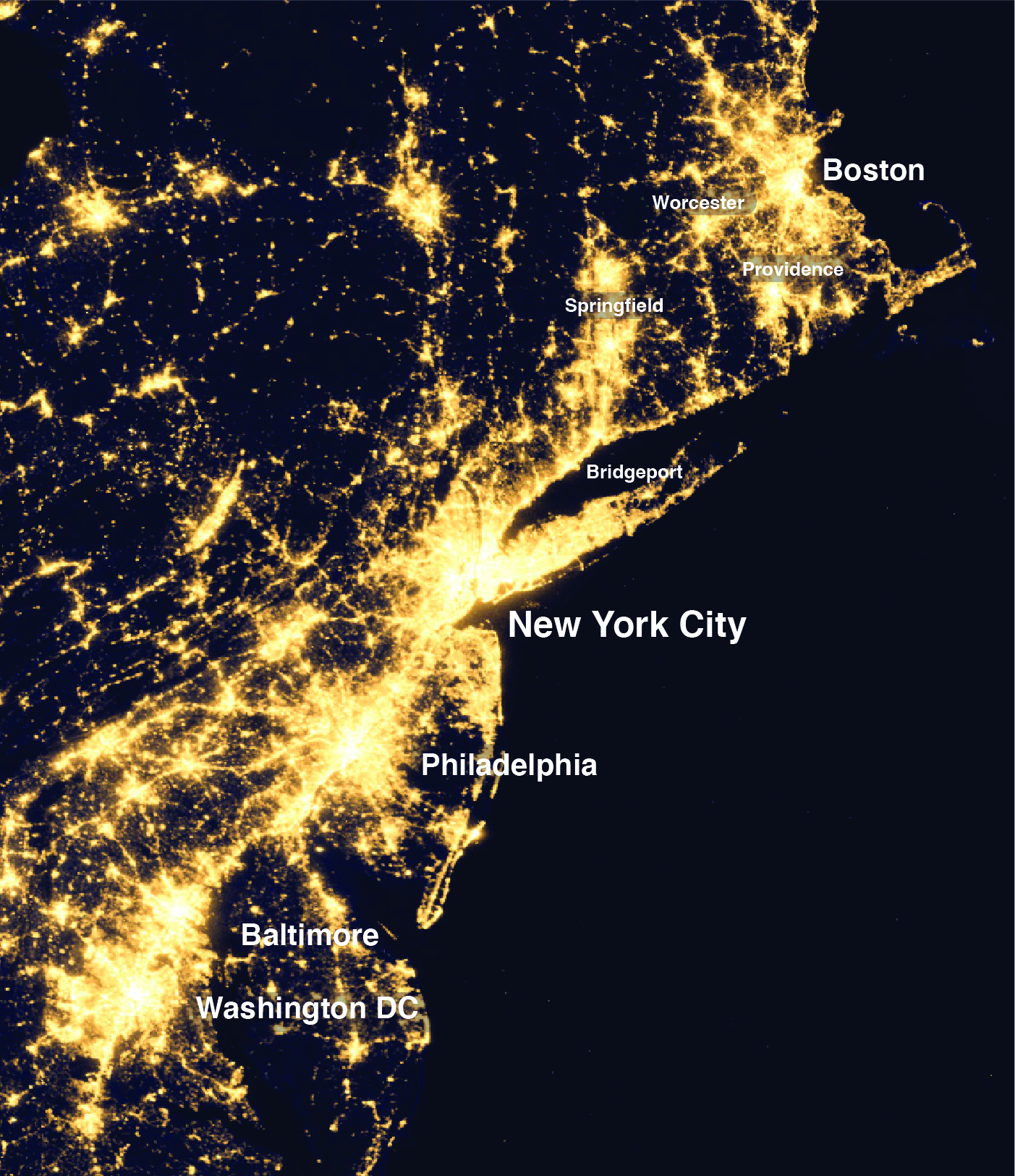
Widok satelitarny obszaru megalopolis nocą

Jean Gottmann oparł swoją najbardziej znaną książkę Megalopolis: The Urbanized Northeastern Seaboard of the United States na teorii zakładającej, że miasta znajdujące się pomiędzy Waszyngtonem i Bostonem razem tworzą zintegrowane i spójne „supermiasto”. Sam termin „megalopolis” został przez niego zaczerpnięty od małego miasteczka o tej nazwie, założonego w Grecji w okresie klasycznym. Greckie Megalopolis miało być miastem, które rozpoczęłoby proces znany dzisiaj jako eksurbanizacja. Gottmann twierdzi, że marzenie założycieli Megalopolis zaczęło być realizowane w północno-wschodniej części Stanów Zjednoczonych.
Gottman określił dwa podstawowe kryteria, które muszą być spełnione, by grupę miast można było określić mianem megalopolis. Kryteria te to struktura wielojądrowa (polynuclear structure) oraz koncentracja rozmaitości (manifold concentration). Oznaczają one, że miasta znajdujące się w obrębie megalopolis istnieją niezależnie od siebie, jednak pozostają ze sobą w specyficznych relacjach, wyraźnie różnych niż ich relacje z miastami znajdującymi się poza megalopolis. Bliźniacze miasta, takie jak np. Minneapolis-Saint Paul nie mogą być uznane za megalopolis, gdyż (pomijając liczbę ludności i inne demograficzne kryteria) mimo wyraźnych granic i własnych rozbudowanych śródmieści są ze sobą powiązane w bardzo wysokim stopniu i nie mogą być uznane za całkowicie niezależne.
Obszar pomiędzy Bostonem a Waszyngtonem różni się pod tym względem, że każde z jego głównych miast jest całkowicie niezależne, powiązane z innymi jest natomiast poprzez społeczeństwo oraz infrastrukturę. Neil Gustafson w 1961 roku wykazał, że większość rozmów telefonicznych wychodzących z regionu megalopolis jest kierowana w inne miejsce tegoż regionu, a tylko niewielki ich procent kieruje się na inne obszary USA lub zagranicę. Masa nowych przedsięwzięć biznesowych realizowanych w miastach omawianego obszaru opiera się właśnie na tych wzajemnych relacjach. Dla przykładu, linie lotnicze obsługują połączenia krótkodystansowe między Bostonem i Nowym Jorkiem oraz między Nowym Jorkiem a Waszyngtonem, na których samoloty kursują co pół godziny. Pociągi Acela Express, należące do operatora kolejowego Amtrak, obsługują jedynie Northeast Corridor, czyli linię rozciągającą się między Bostonem i Waszyngtonem. Autobusy Chinatown Bus Lines oferują tanie połączenia pomiędzy Chinatown miast megalopolis. Inni przewoźnicy państwowi oraz prywatni, tacy jak BoltBus czy Megabus, również wychodzą naprzeciw potrzebom mieszkańców megalopolis i obsługują połączenia między jego miastami.
Naukowe poparcie dla teorii megalopolis wyrażane było wielokrotnie na przestrzeni lat. John Rennie Short w 2007 roku napisał książkę Liquid City: Megalopolis and the Contemporary Northeast będącą aktualizacją do dzieła Gottmanna. W roku 1994 National Geographic Society opublikowało mapę regionu zatytułowaną tak samo jak książka Gottmanna i wymieniającą go jako autora koncepcji. W roku 1966 senator Claiborne Pell napisał książkę Megalopolis Unbound, omawiał w niej kwestie poruszone przez Gottmanna, w szczególności przez pryzmat spójnej polityki transportowej. W roku 1967 futuryści Herman Kahn i Anthony Wiener, w swoich rozważaniach na temat przyszłości regionu opisywanego wcześniej przez Gottmanna, ochrzcili megalopolis nazwą „BosWash”.

## Użycie w fikcji
Ogrom megalopolis oraz fakt że w przyszłości rzeczywiście może ono przerodzić się w jedno supermiasto zainspirował wielu autorów do ulokowania w nim wydarzeń swoich dzieł.
Pod spodem przykładowe wykorzystanie koncepcji:
- Dziejąca się w przyszłości trylogia Sprawl Williama Gibsona ma miejsce w osi Boston-Atlanta (The Sprawl), która tworzy w niej jedno miasto.
- Akcja filmów, gier, książek i komiksów o Sędzim Dreddzie dzieje się z kolei w gigantycznym Mega-City One, rozciągającym się od Quebec po Florydę.